# Manis aurita
Manis aurita is een zoogdier uit de familie van de schubdieren (Manidae). De wetenschappelijke naam van de soort werd voor het eerst geldig gepubliceerd door B. H. Hodgson in 1836. In 2025 werd deze soort afgesplitst van het Chinees schubdier (M. pentadactyla) onder de nieuw beschreven naam Manis indoburmanica. Echter, het bleek dat de naam Manis aurita prioriteit had over deze nieuwe naam, omdat deze al in 1836 beschreven was.

## Voorkomen
De soort komt voor in het noordoosten van India, het oosten van Nepal en noordwest-Myanmar.